# Ficção gótica americana
A ficção gótica americana é um subgênero da ficção gótica. Elementos específicos para o Gótico Americano incluem: racionalidade vs. o irracional, puritanismo, culpa, Das Unheimliche (estranheza dentro do familiar como definido por Sigmund Freud), ab humanos, fantasmas, monstros, e abjeção doméstica. As raízes desses conceitos residem em um passado crivado com escravidão, um medo de mistura racial (miscigenação), relações nativas americanas hostis, seu subsequente genocídio, decadência urbana ou societal, tal como no Sul pós-guerra ou cidades do interior durante o final do século XX e a assustadora região selvagem presente na fronteira americana. O gótico americano é muitas vezes desprovido de castelos e objetos quais aludem para uma civilizada história. Diferenciando entre horror e terror é importante no estudo desses textos.

## Análise dos maiores temas
A inabilidade de muitos personagens góticos para superar a perversidade pelo pensamento racional é quintessencial gótico americano. Isso não é incomum para um protagonista para ser sugado para o reino da loucura por causa de seu ou sua preferência pelo irracional. Uma tendência tal como essa voa na face da mais alta razão e parece zombar do pensamento iluminista do século XVIII como delineado por Common Sense e The Age of Reason. Também, um não pode ignorar os contemporâneos temas góticos de mecanismo e automação que o racionalismo e lógica levaram.
Imagens puritanas, particularmente aquela do Inferno, atuaram como potentes doces cerebrais para autores como Edgar Allan Poe e Nathaniel Hawthorne. O sombrio e atormentante visiona a cultura puritana de condenação, reforçada pela vergonha e culpa, criaram um duradouro impacto na consciência coletiva. Noções de predestinação e pecado original adicionados para a condenação e tristeza dos tradicionais valores puritanos. Essa perspectiva e sua subjacente suspensão na sociedade americana amadureceram o florescimento de histórias como Rachel Dyer (o primeiro romance sobre os julgamentos das bruxas de Salém), "The Pit and the Pendulum", "Young Goodman Brown", e The Scarlet Letter.
As Masmorras e intermináveis corredores que são uma característica marca do Gótico Europeu são de longe removidas do Gótico Americano em quais castelos são substituídos com cavernas. Lloyd-Smith reinterpreta Moby Dick para fazer esse ponto convincentemente. Iniciais colonos foram superados pelo medo ligado para o inexplorado território qual cercava, e em alguns casos, envolvia eles. Medo do desconhecido emanando de fatores ambientais como escuridão e vastidão é notável em Edgar Huntly, de Charles Brockden Brown.
A emergência do "ab humano" na ficção gótica americana foi estreitamente acoplado com Darwinismo. Ideias de evolução ou devolução de umas espécies; novos conhecimentos biológicos e avanços tecnológicos criaram um fértil ambiente para muitos para questionarem sua essencial humanidade. Paralelos entre humanos e toda outra coisa vivente no planeta foram feitas óbvias pelo referido. Isto é manifesto em histórias como "The Outsider" de H. P. Lovecraft e "Subsoil" de Nicholson Baker. Fantasmas e monstros são estreitamente relacionados para esse tema, eles funcionam como o espiritual equivalente do ab humano e podem ser evocados de invisíveis realidades, como em The Bostonians.
Explanação de Julia Kristeva de jouissance e abjeção é empregada pelos autores do Gótico Americano tais como Charlotte Perkins Gilman. Kristeva teoriza que a expulsão de todas as coisas contaminantes, muito como um cadáver, é um comum lidante mecanismo para humanidade. "The Yellow Wallpaper" de Gilman explora esse conceito. Além do mais, "The Yellow Paper" lê como um comentário social nas opressivas condições que as mulheres sofriam em suas vidas domésticas na virada do século.

## Gótico Americano Inicial

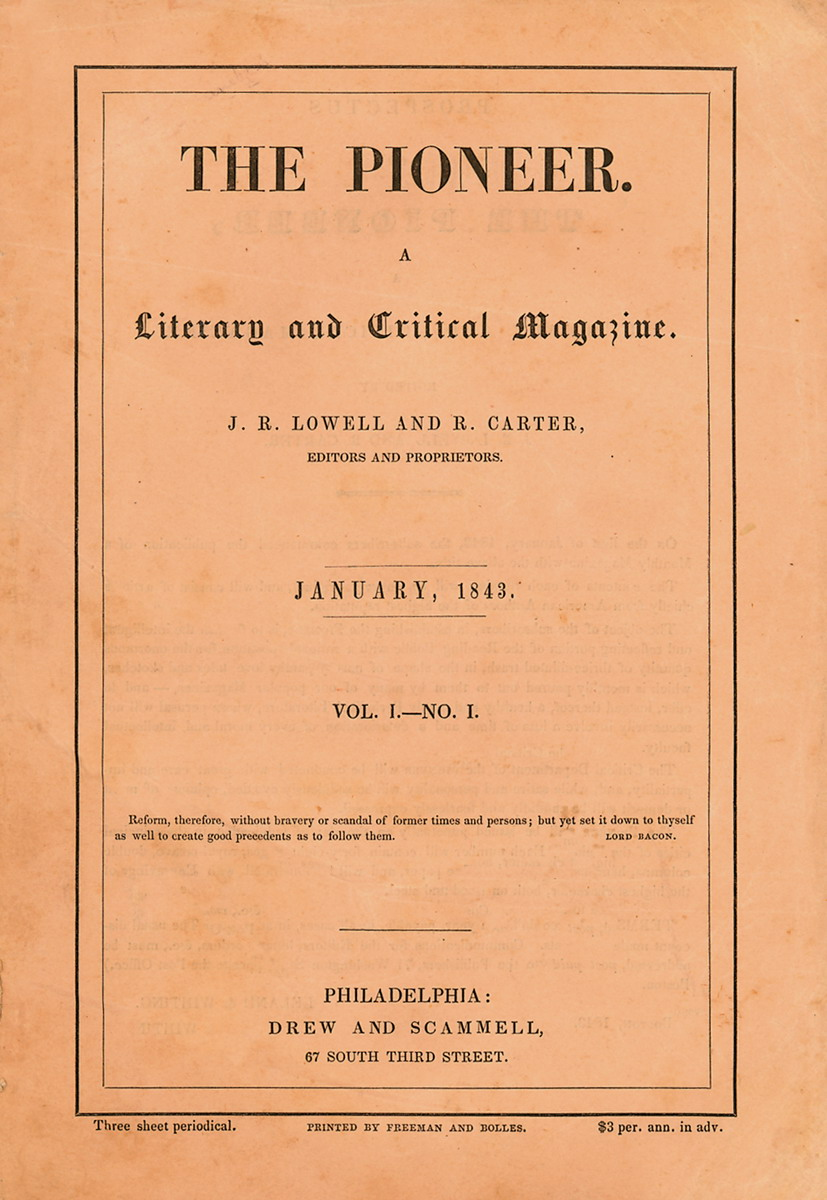
A primeira publicação de "The Tell-Tale Heart" por Edgar Allan Poe em The Pioneer editado por James Russell Lowell, 1843.

Escritores do Gótico Americano Inicial eram particularmente preocupados com a ansiedade da fronteira da região selvagem e os duradouros efeitos de uma sociedade puritana. "The Legend of Sleepy Hollow" por Washington Irving é talvez o mais famoso exemplo de ficção de horror da era Colonial Americana. Como mencionado acima Charles Brockden Brown era profundamente afetado por essas circunstâncias, isso é bem evidenciado por peças tais como Wieland. Esse romance inspirou Logan por John Neal, que é notável por rejeitar as convenções góticas britânicas em favor de materiais distintamente americanos.
Edgar Allan Poe, Nathaniel Hawthorne, e Washington Irving são muitas vezes agrupados juntos. Eles apresentam impressivos, embora perturbadores, retratos da experiência humana pelo caminho do horror. Poe conseguiu isso através da janela de uma doente e depressiva fascinação com o taciturno, Irving com o afiado charme de um magistral contador de histórias, e Hawthorne com familiares laços para passadas abominações como os Julgamentos das Bruxas de Salém quais ele aborda em "Custom House".

## Gótico Americano Sulista
O estilo Southern Gothic cobre histórias ambientadas no Sul dos Estados Unidos, particularmente seguindo a Guerra Civil e ambientadas no declínio econômico e cultural que engoliram a região. Histórias góticas sulistas tendem em focar nos padrões econômicos, educacionais e de vida decadentes do período. Assim pode também ser uma pesada ênfase em relações de raça ou classe, enquanto o ambiente rural providencia um efetivo substituto para um cenário de Velho Mundo, por exemplo, propriedades de plantações preenchendo o papel de castelos europeus. Alguns escritores do Southern Gothic incluem William Faulkner, Flannery O'Connor e Eudora Welty.

## Novo Gótico Americano
Autores que caíram sob a categoria de "Novo Gótico Americano" incluem: Flannery O'Connor, John Hawkes, J. D. Salinger, e Shirley Jackson. Esses escritores contam no uso de privados mundos para tecer sua intriga gótica, tais como a destruição da unidade da família é lugar comum no Novo Gótico Americano. A psique se torna o cenário nos microcosmos que essa particular marca de horror cria. Tipicamente, essas histórias têm um tipo de "anti-herói", um ansioso crivado individual de pouca admirável força. Essas características são conspícuas em histórias como "A Good Man Is Hard to Find", "The Laughing Man", Wise Blood, The Lime Twig, The Haunting of Hill House, e The Beetle Leg.
Nota: Flannery O'Connor é referenciada cruzada como uma autora Southern Gothic.

## Exemplos proeminentes
- Wieland (romance) (1798) por Charles Brockden Brown
- Edgar Huntly (1799) por Charles Brockden Brown
- "The Legend of Sleepy Hollow" (1820) por Washington Irving
- "Young Goodman Brown" (1835) por Nathaniel Hawthorne
- "The Minister's Black Veil" (1836) por Nathaniel Hawthorne
- The Narrative of Arthur Gordon Pym of Nantucket (1838) por Edgar Allan Poe
- "The Fall of the House of Usher" (1839) por Edgar Allan Poe (Texto completo em Wikisource)
- "The Tell-Tale Heart" (1843) por Edgar Allan Poe (Texto completo em Wikisource)
- The House of the Seven Gables (1851) por Nathaniel Hawthorne
- Moby-Dick (1851) por Herman Melville
- "The Yellow Wallpaper" (1892) por Charlotte Perkins Gilman (Texto completo em Project Gutenberg)
- "Afterward (conto)" (1910) por Edith Wharton (Texto Completo)
- "The Rats in the Walls" (1924) por H.P. Lovecraft
- Absalom, Absalom! (1936) por William Faulkner
- "The Lottery" (1948) por Shirley Jackson
- The Haunting of Hill House (1959) por Shirley Jackson
- To Kill a Mockingbird (1960) por Harper Lee
- We Have Always Lived in the Castle (1962) por Shirley Jackson
- Child of God (1973) por Cormac McCarthy
- Interview with the Vampire (1976) por Anne Rice
- The Shining (1977) por Stephen King
- Beloved (1987) por Toni Morrison
- House of Leaves (2000) por Mark Z. Danielewski